# Alle Kinder dieser Erde
Albums de Mireille Mathieu
Der Rhein und Das Lied von der Elbe 
(1978) So ein schöner Abend
(1979)
Alle Kinder dieser Erde est un album de la chanteuse française Mireille Mathieu sorti en Allemagne en 1978 sous le label Ariola.

## Chansons de l'album
- Face 1

1. Alle Kinder dieser Erde (Fred Jay/Christian Bruhn)
2. Es führt kein Weg vorbei (Fred Jay/Christian Bruhn)
3. Der Walzer, nach dem die Erde sich dreht (Drafi Deutscher/Christian Bruhn)
4. Wohin gehst du (Michael Kunze/Christian Bruhn)
5. Santa Maria (Günther Behrle/Christian Bruhn)
6. Over the rainbow (E. Y. Harburg/Harold Arlen)

- Face 2

1. Sie oder ich (Günther Behrle/Christian Bruhn)
2. Ein Brief aus Istanbul (Günther Behrle/Christian Bruhn)
3. Es geht auch ohne dich (Günther Behrle/Christian Bruhn)
4. Und leise dreht sich unser Lied (Fred Jay/Christian Bruhn)
5. Sag es Lieber mit Musik (Kurt Hertha/Christian Bruhn)
6. The way we were (A. & M. Bergman/Marvin Hamlish)